# Gravímetre

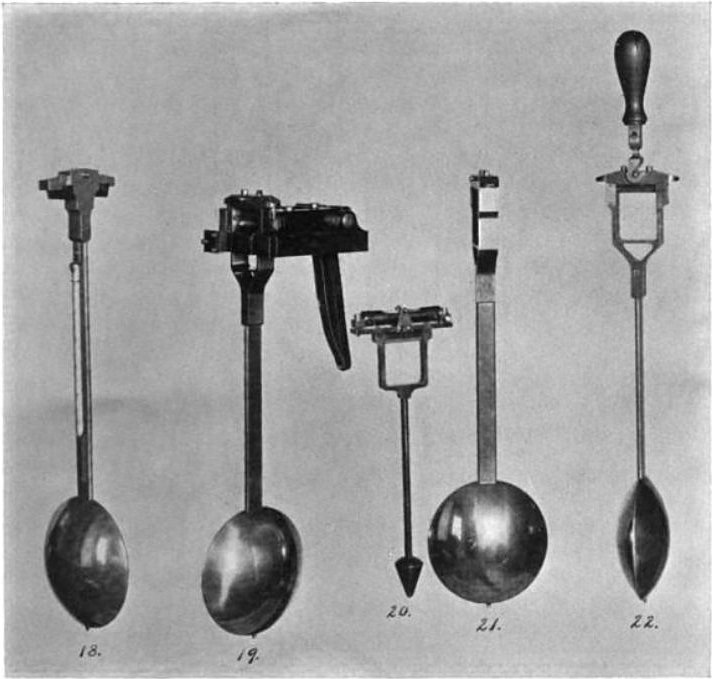
Gravímetres del segle XIX

El gravímetre és un aparell de mesura per amidar la gravetat o el seu gradient. És un instrument emprat pels geodestes per poder determinar el camp gravífic de la Terra o en treballs de anivellació que exigeixen conèixer les superfícies equipotencials. Els gravímetres poden ser absoluts o relatius. Avui en dia no existeixen un gran nombre d'aparells pel seu elevat preu, que només el fa accessible a institucions públiques o sectors molt especialitzats.
Les unitats de la gravetat en el sistema internacional són {\displaystyle m/sg^{2}}. Encara que en terminologia gravimètrica és més freqüent emprar el Gal {\displaystyle 1Gal=0.01m/sg^{2}}
Les precisions actuals dels aparells terrestres estan sota 1 microgal. En sistemes navals o aerotransportat la precisió empitjora substancialment.

## Tipus de mesures
La primera mesura de la gravetat de la història la va realitzar Galileu en la torre de Pisa en 1584. Des d'aquell experiment s'han desenvolupat diferents mètodes per realitzar les mesures de la gravetat.
- Mesures en caiguda lliure
- Mesures pendulars
- Mesures basades en molls

## Tipus de gravímetres
Si atenem al component que realitza la mesura trobem els següents tipus de gravímetres:
- interferometria làser
- Pèndols reversibles
- molls de longitud 0, metàl·lics o de quars

## Futur
El futur d'aquest aparells és molt incert perquè no existix un gran mercat, per aquest motiu totes les empreses que fabricaven gravímetres s'han reduït a una sola LaCoste & Romberg-Scintrex, Inc.. A més els sensor incorporats als nous satel·lits ha millorat l'obtenció del model de gravetat global, i per això la pèrdua de mercat per al gravímetre és evident.